# Tenrec musaranya
Els tenrecs musaranya (Microgale) són un gènere de tenrec. Conté les següents espècies:
- Tenrec musaranya cuacurt (Microgale brevicaudata)
- Tenrec musaranya de Cowan (Microgale cowani)
- Tenrec musaranya de Dobson (Microgale dobsoni)
- Tenrec musaranya de Drouhard (Microgale drouhardi)
- Tenrec musaranya arborícola (Microgale dryas)
- Tenrec musaranya pàl·lid (Microgale fotsifotsy)
- Tenrec musaranya gràcil (Microgale gracilis)
- M. grandidieri
- Tenrec musaranya de nas nu (Microgale gymnorhyncha)
- Tenrec musaranya de Jenkins (Microgale jenkinsae)
- Microgale jobihely
- Tenrec musaranya cuallarg (Microgale longicaudata)
- M. macpheei †
- M. majori
- Tenrec musaranya de muntanya (Microgale monticola)
- Tenrec musaranya de Nasolo (Microgale nasoloi)
- Tenrec musaranya pigmeu (Microgale parvula)
- Tenrec musaranya cuallarg meridional (Microgale principula)
- Tenrec musaranya petit (Microgale pusilla)
- Tenrec musaranya de dents de musaranya (Microgale soricoides)
- Tenrec musaranya de Taiva (Microgale taiva)
- Tenrec musaranya de Talazac (Microgale talazaci)
- Tenrec musaranya de Thomas (Microgale thomasi)

## Espècies extintes
- Microgale macpheei - subfòssil de Madagascar.